# Gotthard Oswald Marbach

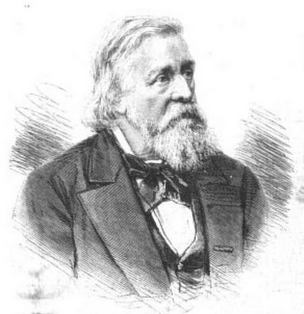
Gotthard Oswald Marbach

Medaille der Loge Balduin zur Linde zu Marbachs 100. Geburtstag

Gotthard Oswald Marbach (Pseudonym: Minor Silesius; * 13. April 1810 in Jauer, Niederschlesien; † 28. Juli 1890 in Leipzig) war ein deutscher Philosophiedozent und Dichter.

## Leben
Der Sohn eines Predigers erhielt seinen ersten Unterricht von seinem Vater. Später unterrichtete ihn sein Onkel, Superintendent Johann Gottfried Bobertag in Lobendau (Niederschlesien). 1821 kam er auf die Ritterakademie in Liegnitz.
Von 1828 bis 1831 studierte er Philosophie, Theologie und Naturwissenschaften in Breslau und Halle. Während seines Studiums wurde er 1828 Mitglied der Alten Halleschen Burschenschaft. Die Universität Halle promovierte ihn 1831 zum Dr. phil. Danach war er von 1831 bis 1833 Lehrer in Liegnitz. 1833 habilitierte er sich an der Universität Leipzig. Dort war er von 1834 bis 1845 Privatdozent für Philosophie an der Philosophischen Fakultät und von 1845 bis 1882 außerordentlicher Professor für Technologie an der Philosophischen Fakultät. Marbach übersetzte und bearbeitete antike Trauerspiele und gab Volksbücher heraus, er schrieb Lyrik und Dramen.
Von 1845 bis 1848 war Marbach Zensor für politische Literatur und Belletristik und von 1848 bis 1851 Chefredakteur der Leipziger Zeitung. 1853 wurde er Mitbegründer der Allgemeinen Renten-, Capital- und Lebensversicherungsbank Teutonia, deren Direktor und Leiter er fast 30 Jahre lang war. 1864 begründete er die Leipziger Hypothekenbank.
Seit 1844 war Marbach Mitglied der Leipziger Freimaurerloge Balduin zur Linde, deren Leiter er 30 Jahre war. In etwa 50 Logen war er Ehrenmitglied.
Marbach heiratete 1836 die Schauspielerin Rosalie Wagner, die Schwester von Richard Wagner, die im Oktober 1837 fünf Tage nach der Geburt ihrer Tochter verstarb. 1840 heiratete er zum zweiten Mal, aus dieser Ehe stammt der Schriftsteller Hans Marbach (1841–1905).
Er wurde im Ehrengrab der Universität Leipzig in der V. Abteilung des Neuen Johannisfriedhofs beerdigt.

## Ehrungen
Im November 1898 wurde eine Straße in Gohlis in Marbachstraße benannt.

## Werke (Auswahl)

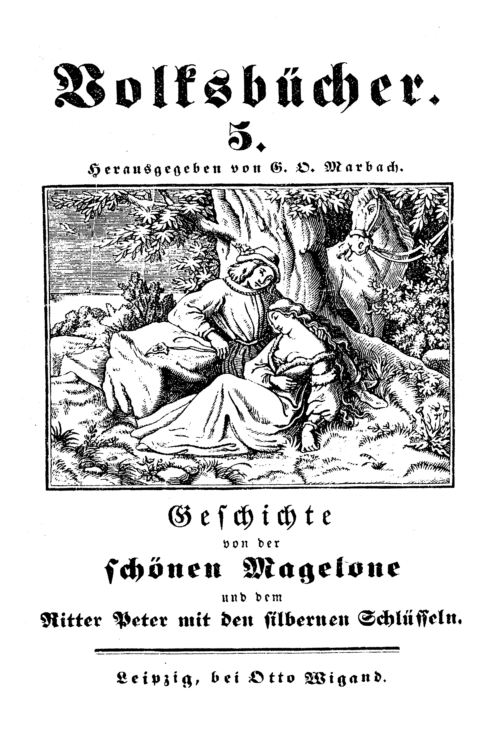
Die Geschichte von der schönen Magelone, herausgegeben von Gotthard Oswald Marbach

- Populär-Physikalisches Lexikon. 1833–1838
- Schelling, Hegel, Cousin und Krug. Leipzig 1835
- als Übersetzer: Das Nibelungenlied. Leipzig 1840
  - Das Nibelungenlied. Übersetzt von Gotthard Oswald Marbach. Nach der Ausgabe von 1840. Harenberg, Dortmund (= Die bibliophilen Taschenbücher. Band 35).
- Sprichwörter und Spruchreden der Deutschen. Leipzig 1842
- Die Freimaurerei und der Streit der Parteien um Tagesfragen, Leipzig: Fries 1873 (Digitalisat)
- An der Säule der Weisheit. Lehrlings-Arbeiten aus der Loge Balduin zur Linde. Leipzig 1876